# 민족대표 33인
민족대표 33인(民族代表三十三人)은 1919년 3·1 운동 때 발표된 기미독립선언서에 서명한 33명을 가리킨다. 종교별로 나누어 대표를 선정하여 개신교 인사 16명, 천도교 인사 15명, 불교 인사 2명이다.
1919년 3월 1일 오후 2시에 모이기로 했던 조선의 민족대표 33인은 오후 3시가 되어서야 기독교계 길선주, 유여대, 김병조, 정춘수를 제외한 29인이 태화관(서울시 종로구 인사동 소재)에 모였다. 그들은 조선이 독립국임을 선언하였고, 모든 행사가 끝난 때가 오후 4시 무렵이었다. 그들은 총독부 정무총감 야마가타 이자부로에게 전화를 걸어 독립선언 사실을 알렸다. 헌병과 순사들이 태화관에 들어닥쳐 민족대표를 남산 경무총감부와 지금의 중부경찰서로 연행하였다.
상하이로 망명해 체포를 피한 김병조와 2년간의 구금 이후 무죄 판결을 받은 길선주, 그리고 체포 직후 구금 중에 사망한 양한묵을 제외하고는 모두 이 사건으로 징역 1년 6개월에서 3년형을 선고받고 옥고를 치렀다. 이들 중 손병희 등은 복역 후 병사하였다.

## 결성
1918년말부터 독립운동의 3대 원칙인 대중화·일원화·비폭력 등을 주장해 온, 손병희(孫秉熙)·권동진(權東鎭)·오세창(吳世昌)·최린(崔麟) 등의 천도교 측 중진들은 독립운동의 실천 방법으로 독립선언서와 독립청원서·국권반환 요구서 등을 작성하기로 하였다. 그리고 거족적인 운동으로 확대하기 위해 기독교·불교 등 각 종교 단체 및 유림(儒林)을 망라하는 동시에 저명 인사들을 민족 대표로 내세우기로 합의하였다. 이렇게 하여 천도교측 15인, 기독교측 16인, 불교측 2인 등 33인이 민족 대표로 구성되었다.

## 명단
| 종교   | 이름   | 사진             | 생몰      | 출신 지역 | 신분                                 | 형량               | 이후 행적                                             | 건국훈장 등급 | 서훈 년도 |
| ------ | ------ | ---------------- | --------- | --------- | ------------------------------------ | ------------------ | ----------------------------------------------------- | ------------- | --------- |
| 천도교 | 손병희 |                  | 1861~1922 | 충북 청주 | 천도교 3세 교주                      | 징역 3년           | 병보석 출감 후 사망                                   | 대한민국(1)   | 1962      |
| 천도교 | 권동진 |                  | 1861~1947 | 충북 괴산 | 천도교 도사                          | 징역 3년           | 신간회, 광주학생운동 관련 1년 복역                    | 대통령(2)     | 1962      |
| 천도교 | 오세창 | 청년 시절 오세창 | 1864~1953 | 한성      | 천도교 도사                          | 징역 3년           | 서예가, 전각가, 및 금석학 역사가로 활동               | 대통령(2)     | 1962      |
| 천도교 | 임예환 |                  | 1865~1949 | 평남 평양 | 천도교 도사                          | 징역 2년           | -                                                     | 대통령(2)     | 1962      |
| 천도교 | 나인협 |                  | 1872~1951 | 평남 성천 | 천도교 도사                          | 징역 2년           | -                                                     | 대통령(2)     | 1962      |
| 천도교 | 홍기조 |                  | 1865~1938 | 평남 남포 | 천도교 도사                          | 징역 2년           | -                                                     | 대통령(2)     | 1962      |
| 천도교 | 박준승 |                  | 1866~1927 | 전북 임실 | 천도교 도사                          | 징역 2년           | -                                                     | 대통령(2)     | 1962      |
| 천도교 | 양한묵 |                  | 1862~1919 | 전남 해남 | 천도교 도사                          | -                  | 재판 중 사망                                          | 대통령(2)     | 1962      |
| 천도교 | 권병덕 |                  | 1867~1944 | 충북 청주 | 천도교 도사                          | 징역 2년           | -                                                     | 대통령(2)     | 1962      |
| 천도교 | 김완규 |                  | 1876~1949 | 한성      | 천도교 전제관장                      | 징역 2년           | -                                                     | 대통령(2)     | 1962      |
| 천도교 | 나용환 |                  | 1864~1936 | 평남 성천 | 천도교 도사                          | 징역 2년           | 천도교 교역                                           | 대통령(2)     | 1962      |
| 천도교 | 이종훈 |                  | 1856~1931 | 경기 광주 | 천도교 장로                          | 징역 2년           | 천도교 교역                                           | 대통령(2)     | 1962      |
| 천도교 | 홍병기 |                  | 1869~1949 | 경기 여주 | 천도교 장로                          | 징역 2년           | 고려혁명당 관련 징역 2년형                            | 대통령(2)     | 1962      |
| 천도교 | 이종일 |                  | 1858~1925 | 충남 태안 | 천도교 월보과장 (보성사 사장)        | 징역 3년           | 제2의 독립선언문 작성                                 | 대통령(2)     | 1962      |
| 천도교 | 최린   |                  | 1878~1958 | 함남 함흥 | 보성고보 교장                        | 징역 3년           | 변절                                                  | -             | -         |
| 불교   | 한용운 |                  | 1879~1944 | 충남 홍성 | 신흥사 승려                          | 징역 3년           | 신간회, 사회계몽                                      | 대한민국(1)   | 1962      |
| 불교   | 백용성 |                  | 1864~1940 | 전북 장수 | 해인사 승려                          | 징역 1년 6월       | 임정 지원                                             | 대통령(2)     | 1962      |
| 개신교 | 이승훈 |                  | 1864~1930 | 평북 정주 | 장로교 장로                          | 징역 3년           | 오산학교 운영                                         | 대한민국(1)   | 1962      |
| 개신교 | 박희도 |                  | 1889~1952 | 황해 해주 | 중앙기독교청년회 간사 (북감리교)     | 징역 2년           | 변절                                                  | -             | -         |
| 개신교 | 이갑성 |                  | 1889~1981 | 경북 대구 | 세브란스의전부설병원 사무원 (장로교) | 징역 2년 6월       | 임정, 흥업구락부 사건 연루 7개월 복역                 | 대통령(2)     | 1962      |
| 개신교 | 오화영 |                  | 1880~1960 | 황해 평산 | 남감리교 목사                        | 징역 2년 6월       | 광주학생운동, 흥업구락부 사건 연루 옥고, 해방 후 재북 | 대통령(2)     | 1989      |
| 개신교 | 최성모 |                  | 1874~1937 | 황해 해주 | 북감리교 목사                        | 징역 2년           | 목회활동                                              | 대통령(2)     | 1962      |
| 개신교 | 이필주 |                  | 1869~1942 | 한성      | 정동교회 목사 (북감리교)             | 징역 2년           | 목회활동                                              | 대통령(2)     | 1962      |
| 개신교 | 김창준 |                  | 1889~1959 | 평남 강서 | 북감리교 전도사                      | 징역 2년 6월       | 목회, 신학 공부, 한국전쟁 중 월북                     | -             | -         |
| 개신교 | 신석구 |                  | 1875~1950 | 충북 청주 | 남감리교 목사                        | 징역 2년           | 목회활동                                              | 대통령(2)     | 1963      |
| 개신교 | 박동완 |                  | 1885~1941 | 경기 포천 | 기독교신보사 서기 (북감리교)         | 징역 2년           | 신간회, 목회활동                                      | 대통령(2)     | 1962      |
| 개신교 | 신홍식 |                  | 1872~1939 | 충북 청주 | 북감리교 목사                        | 징역 2년           | 목회활동                                              | 대통령(2)     | 1962      |
| 개신교 | 양전백 |                  | 1869~1933 | 평북 선천 | 장로교 목사                          | 징역 2년           | -                                                     | 대통령(2)     | 1962      |
| 개신교 | 이명룡 |                  | 1872~1956 | 평북 철산 | 장로교 장로                          | 징역 2년           | -                                                     | 대통령(2)     | 1962      |
| 개신교 | 길선주 |                  | 1869~1935 | 평남 안주 | 장로교 목사                          | 무죄 (구금 1년7월) | 목회활동                                              | 독립(3)       | 2009      |
| 개신교 | 유여대 |                  | 1878~1937 | 평북 의주 | 장로교 목사                          | 징역 2년           | 목회활동                                              | 대통령(2)     | 1962      |
| 개신교 | 김병조 |                  | 1877~1948 | 평북 정주 | 장로교 목사                          | -                  | 상해로 망명, 임정 활동                                | 대통령(2)     | 1990      |
| 개신교 | 정춘수 |                  | 1873~1953 | 충북 청주 | 남감리교 목사                        | 징역 1년 6월       | 변절                                                  | -             | -         |

민족대표 33인 중 최린, 박희도, 정춘수는 변절하여 민족문제연구소가 친일인명사전에 수록하기 위해 정리한 친일인명사전 수록예정자 명단에 포함되었다.

## 평가
- 3.1만세운동을 이끌어내고 표현하게 된 대한독립선언서(독립선언문)는 3.1운동 정신의 근간이 되었고 대한민국의 주권을 기록한 주요 문헌이 되었다.
- 3.1 독립선언문은 대한민국임시정부 설립의 근거로 현재 대한민국임시정부의 정통을 잇는 대한민국 정부에 그 정신이 계승된다.
- 일제의 침탈로 정치, 사회, 경제 분야가 친일로 변질된 상황에서 유일하게 남은 민족 지도자로서 종교계를 중심으로 3.1운동을 전개하였다.
- 사회 전반이 친일 변질 상황에서 독립선언서 작성 및 배포 등 3.1운동 전반에 종교계가 앞장선 결과, 민족대표 33인 모두 종교계 인사들이라는 한계가 있다.
- 이들 33인중 3명은 후에 친일반민족 행위로 변절하였다.

## 같이 보기
- 3.1 운동  민족대표 49인
- 3.1 운동
- 3.1절
- 자제단
- 무오독립선언 연서자 (39인)
- 2.8 독립선언